# كروي دي كوليت
كروي دي كوليت (بالإنجليزية: Croix de Culet)‏ هو أحد جبال سلسلة جبال الألب شابلايس وجزء من القمة الأم Hauts-Forts يقع في كانتون فاليز، سويسرا. يبلغ ارتفاع الجبل حوالي 1963 متر، بينما يبلغ ارتفاع نتوء الجبل 155 متر.